# Manfredo Álvarez
Manfredo Álvarez Menéndez (Gijón, Asturias, España, 12 de junio de 1965) es un comunicador español. Empezó como Jefe de Deportes de SER Gijón entre 1992 y 2008. Luego pasó a RTPA (Radio Televisión del Principado de Asturias) y en febrero de 2012 fue nombrado Director de Comunicación del Real Sporting de Gijón hasta julio de 2016. Actualmente es freelance en Comunicación y colaborador en la Cadena SER de Gijón. 
Es sobrino del exfutbolista y ex delegado del Sporting, Pepe Ortiz.

## Biografía
Manfredo Álvarez nació en Gijón el 12 de junio de 1965, estudió en el Colegio de la Inmaculada (Gijón), promoción de 1984. Cursó la carrera de Derecho en la Universidad de Oviedo durante cuatro años, aunque no terminó esta carrera, y es periodista colegiado por la Asociación Española de la Prensa Deportiva aunque no cursó estudios universitarios de Periodismo.

## Trayectoria profesional
En junio de 1992 la Cadena SER contrató a Manfredo Álvarez para hacerse cargo de la información generada por la Vuelta Ciclista a Asturias y el 1 de julio firmaba su primer contrato con la emisora y pasaba a ocupar el cargo de jefe de la sección deportiva. Un cargo que en la temporada 2007-2008 compaginó con el de responsable de la edición local del programa Hoy por Hoy y que desempeñó hasta agosto de 2008, cuando se incorporó a la Radiotelevisión del Principado de Asturias. Tras terminar su contrato con el Ente Público de Comunicación asturiano, Manfredo Álvarez fue director de Comunicación del Real Sporting de Gijón entre el 7 de febrero de 2012 y el 30 de junio del 2016. En 2018 forma parte del Departamento de Prensa de La Vuelta Ciclista a España. En enero de 2019 volvió a la radio, en la Cadena SER de Gijón, donde colabora en el programa SER Deportivos y dirige una sección de Hoy por hoy que se llama Gastroviajeros.